# James Abdnor

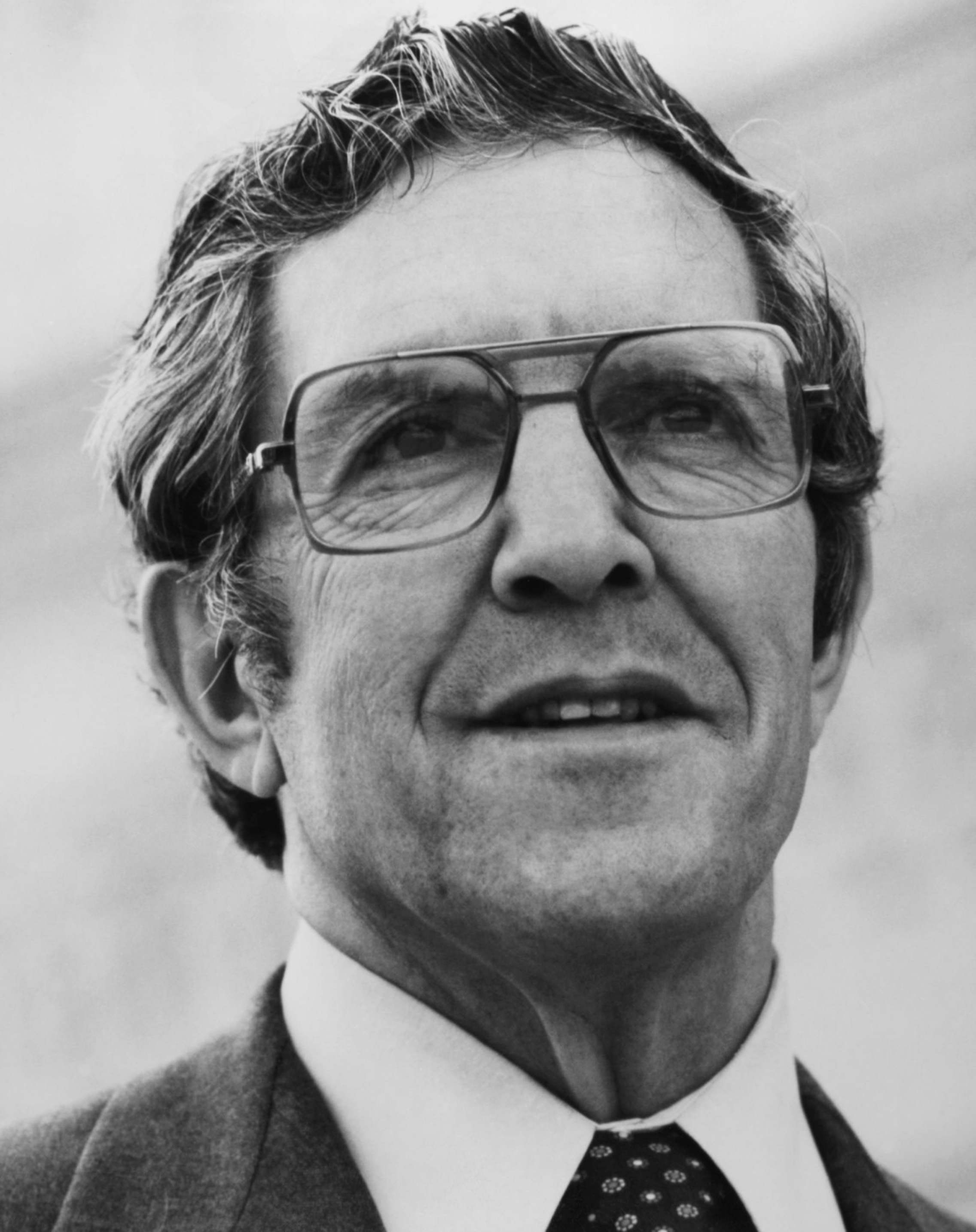
James Abdnor

Ellis James Abdnor (* 13. Februar 1923 in Kennebec, Lyman County, South Dakota; † 16. Mai 2012 in Sioux Falls, South Dakota) war ein amerikanischer Politiker der Republikanischen Partei. Er gehörte ab 1973 dem Repräsentantenhaus und von 1981 bis 1987 dem Senat der Vereinigten Staaten an.

## Familie, Ausbildung und Beruf
James Abdnor, der einen Bruder und eine Schwester hatte, war der Sohn des Samuel J. Abdnor und seiner aus dem Libanon eingewanderten Frau Mary Wehby. Sein Vater war wie bereits dessen Vater Sam Abdelnour, der 1899 aus dem libanesischen Ort Ain al-Arab in die USA eingewandert war und sich 1904 im Lyman County niedergelassen hatte, Haustürverkäufer und später Kaufmann in Kennebec. Abdnor begann nach dem Besuch lokaler Schulen sein Studium an der University of Nebraska in Lincoln, das er für den Dienst in der United States Army von 1942 bis 1943 unterbrach. 1945 schloss er mit dem Bachelorgrad in Business Administration ab. Anschließend war er Lehrer und Sporttrainer an der High School des nahe Kennebec gelegenen Ortes Presho. Er engagierte sich insbesondere für den Basketball, der eine wichtige Rolle in der Gesellschaft des kleinstädtischen South Dakota spielte. Später wurde er Getreidebauer und Rinderzüchter des Familienbetriebs im knapp 300 Einwohner zählenden Kennebec, in dem er die meiste Zeit seines Lebens verbrachte, und betrachtete sich vorwiegend als solcher.

## Politische Laufbahn
Nachdem er als Chef-Mitarbeiter der Republikaner im Repräsentantenhaus von South Dakota gewirkt und die Jugendorganisation seiner Partei im Bundesstaat von 1953 bis 1955 angeführt hatte, wurde er 1956 in den Senat von South Dakota gewählt, dem er bis 1968 angehörte. In diesem Jahr wurde Abdnor zum Vizegouverneur des Bundesstaats gewählt und füllte das Amt von 1969 bis 1971 aus.
Bei der Wahl 1972 wurde Abdnor für die Republikaner in den 93. Kongress gewählt und war ab dem 3. Januar 1973 Mitglied des US-Repräsentantenhauses. Abdnor kultivierte das Image des Farmers, der direkt vom Traktor nach Washington gekommen sei und mehr Dreck aus seinen Ohren entfernt habe als jedes andere Mitglied des Kongresses. Nach drei Wiederwahlen kandidierte er 1980 nicht wieder für das Repräsentantenhaus, sondern für den US-Senat und besiegte bei der Wahl im November 1980 den demokratischen Mandatsinhaber George McGovern mit 58 zu 39 Prozent der Stimmen. Abdnor hatte den linksliberalen McGovern, der bei der Präsidentschaftswahl 1972 Kandidat der Demokraten gewesen war, als abgehoben und entfernt von seinem Bundesstaat porträtiert; während beide beim Thema Landwirtschaft übereinstimmten, legte der konservative Abdnor ansonsten große ideologische Unterschiede offen, etwa in seiner Ablehnung des Equal Rights Amendment und von Schwangerschaftsabbrüchen sowie in seiner Unterstützung für Aufrüstung und Deregulierung. McGovern hatte im Wahlkampf doppelt so viel ausgegeben wie Abdnor.
Abdnor trat sein Mandat am 3. Januar 1981 an und verpachtete seine 4000 Acres große Ranch für die Dauer seiner Senatszeit. Dort gehörte er dem mächtigen Bewilligungsausschuss an und setzte sich insbesondere für die Farmer und die ländliche Strom- und Wasserversorgung South Dakotas ein. Er unterstützte die Steuersenkungen der Regierung (Reagonomics). Bei der folgenden Senatswahl 1986 wurde er in der parteiinternen Vorwahl vom damaligen Gouverneur des Bundesstaates, Bill Janklow, herausgefordert, der Abdnor als schwachen Kandidaten und Redner bezeichnete. Abdnor gewann die kostspielige Vorwahl knapp, die Auseinandersetzung mit Janklow – von der Washington Post als Blutfehde bezeichnet – dauerte aber noch Jahre an. Abdnor, dem inmitten einer Krise der Landwirtschaft die unpopuläre ausgabensenkende Politik Präsident Ronald Reagans gegenüber Bauern schadete, unterlag in der Hauptwahl im November mit 48 zu 52 Prozent dem Demokraten Tom Daschle und schied am 3. Januar 1987 aus dem Senat aus.
Im Jahr 1987 wurde er zum Leiter der Small Business Administration ernannt, was er bis 1989 blieb. Bei seiner Nominierung erklärte der damalige Fraktionsvorsitzende der Republikaner im Senat, Bob Dole: „Jim’s commitment and understanding of small-town America, of small businesses, its special needs and concerns, that makes his nomination so right“ (Jims Einsatz und Verständnis des kleinstädtischen Ameria und kleiner Betriebe sowie von deren Bedürfnissen und Sorgen machen seine Nominierung so richtig).

## Nach der Politik
Nach seiner Rückkehr aus Washington lebte Abdnor abwechselnd in seiner Heimatstadt Kennebec und in Rapid Falls sowie im Winter in Fort Myers (Florida) und zog 2003 in ein Altenheim in Sioux Falls. 1993 übergab er die Dokumente seiner Kongresszeit den South Dakota Archives. Abdnor, der als freundlich und bescheiden charakterisiert wird und dem öffentliche Auftritte schwerfielen, hatte als Politiker keine nationale Bedeutung. Er blieb aber auch nach seiner aktiven Zeit Förderer von Jugendlichen, die durch ihn den Einstieg in die Politik schafften und teils in hohe Positionen aufstiegen, insbesondere von John Thune, der bei der Wahl 2004 Abdnors früheres Senatsmandat von Daschle zurückgewann. Im Mai 2012 hielt Thune die Trauerrede für Abdnor, der auf dem Friedhof von Kennebec beigesetzt wurde.